# Gli eredi della terra (serie televisiva)
Gli eredi della terra (Los herederos de la tierra) è una serie televisiva spagnola composta da 8 episodi, è stata pubblicata sulla piattaforma di streaming Netflix il 15 aprile 2022. È basata sull'omonimo romanzo scritto da Ildefonso Falcones, prodotta da Atresmedia, Televisió de Catalunya e Netflix in collaborazione con Diagonal TV, ed è il sequel della serie La cattedrale del mare. I protagonisti sono Yon González, Michelle Jenner, Elena Rivera, Rodolfo Sancho e Pere Arquillué.
In Italia la serie è andata in onda su Canale 5 ogni domenica dal 17 aprile al 1º maggio 2022 in tre prime serate.

## Trama
Nella Barcellona del tardo medioevo, vive un ragazzo di dodici anni, Hugo Llor, che trascorre la maggior parte del suo tempo per strada, passeggiando tra i cantieri navali. Il suo sogno è quello di diventare un artigiano cantieristico, anche se il suo destino è incerto. La vita di Hugo, inoltre non è facile, in quanto è un ragazzo solo, abbandonato da sua madre, costretta ad allontanarsi da lui, ma che riesce a trovare il sostegno e la protezione di un anziano rispettato: Arnau Estanyol.

## Episodi
| Stagione       | Episodi | Pubblicazione Spagna | Prima TV Italia |
| -------------- | ------- | -------------------- | --------------- |
| Prima stagione | 8       | 2022                 | 2022            |

## Personaggi e interpreti
- Hugo Llor, interpretato da Yon González, doppiato da Edoardo Stoppacciaro.
- Bernat Estanyol, interpretato da Rodolfo Sancho.
- Barcha, interpretata da Mercedes León.
- Baraka, interpretato da Javier Iglesias.
- Caterina Llor, interpretata da Elena Rivera.
- Hugo Llor da giovane, interpretato da David Solans.
- Mercè, interpretata da Aria Bedmar.
- Guerao, interpretato da Jesús Carroza.
- Cubero de Sitges, interpretato da Joan Carles Bestard.
- Roger Puig, interpretato da Pere Arquillué.
- Mateo, interpretato da Manel Sans.
- Galcerán Destorrent, interpretato da Pedro Casablanc.
- Marta Destorrent, interpretata da Natalia Sánchez.
- Regina, interpretata da María Rodríguez Soto.
- Dolça, interpretata da Gabriela Andrada.
- Margarida Puig, interpretata da Anna Moliner.
- Mateu, interpretato da Christian Caner.
- Bernat Estanyol da giovane, interpretato da Arturo Sancho.
- Arnau Estanyol, interpretato da Aitor Luna.
- Mar Estanyol, interpretata da Michelle Jenner.
- Fernando Albizu.
- Manuel Gancedo.
- Juli Fábregas.

## Distribuzione

### Spagna
In originale la serie è composta da 8 episodi da 50 minuti ciascuna, è stata pubblicata sulla piattaforma di streaming Netflix il 15 aprile 2022.

### Italia
In Italia la serie anch'essa composta da 8 episodi da 50 minuti ciascuna, è andata in onda su Canale 5 ogni domenica dal 17 aprile al 1º maggio 2022 in tre prime serate.

## Produzione
Il 22 maggio 2020, Atresmedia e Netflix hanno annunciato che stavano raggiungendo un accordo per la produzione della seconda parte de La cattedrale del mare. La seconda parte racconta le esperienze di Hugo Llor, raccolte nell'omonimo romanzo de Gli eredi della terra.

### Riprese

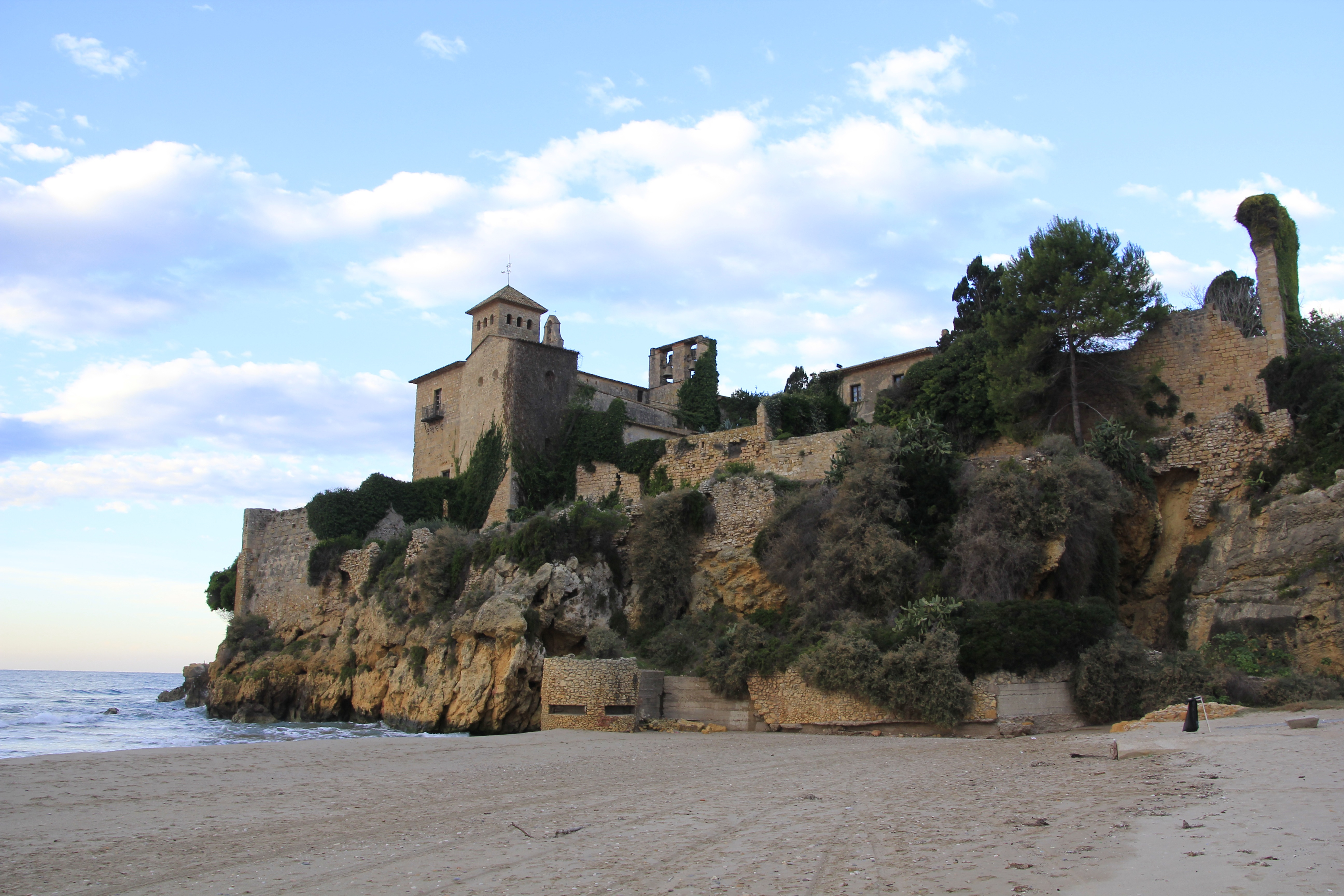
La spiaggia di Tamarit è stato uno dei luoghi delle riprese.

Le riprese della serie si sono svolte dal 6 novembre 2020 al 5 marzo 2021 e si sono spostate nelle città di Barcellona, Gerona, Tortosa e Tarragona.